# Fagales
Fagales este un ordin de plante cu flori, ce include câteva dintre cele mai cunoscute specii de arbori. Denumirea ordinului provine de la genul Fagus, care cuprinde specii de fag.  

## Taxonomie
Ordinul este împărțit în următoarele familii:
- Betulaceae
- Casuarinaceae
- Fagaceae
- Juglandaceae
- Myricaceae
- Nothofagaceae
- Ticodendraceae